# Krating Daeng
Krating Daeng (tiếng Thái: กระทิงแดง, RTGS: krathing daeng, phát âm [krā.tʰīŋ dɛ̄ːŋ]; nghĩa là "bò đực đỏ" hoặc "bò tót đỏ"), tên tiếng Việt thông tục là Bò Húc hay Bò Cụng, là một loại nước uống tăng lực có ga, ngọt phát triển bởi Chaleo Yoovidhya. Thức uống này được bán ở Đông Nam Á, Đông Á, và 165 quốc gia khác. Chaleo lấy tên gọi từ bò tót (tiếng Thái: กระทิง krathing) một loài bò lớn ở Đông Nam Á. Logo của Krating Daeng làm nền tảng cho thương hiệu của nó, với hai con bò đực đang húc đại diện cho quyền lực, màu đỏ biểu thị sự kiên trì và nền mặt trời tượng trưng cho năng lượng. Năm 1982, Yoovidhya được doanh nhân người Áo Dietrich Mateschitz tìm đến với mục đích đưa Krating Daeng ra thế giới. Họ cùng nhau thành lập công ty nước tăng lực bán chạy nhất trên thế giới, Red Bull. Khi qua đời vào năm 2012 ở tuổi 88, Chaleo là một tỷ phú nhiều tỷ đô la Mỹ.